# The World Outside
The World Outside (traducido como El Resto del Mundo) es el segundo álbum de larga duración de la banda de post-hardcore Eyes Set to Kill. El álbum fue lanzado el 2 de junio de 2009. La vocalista de la banda, Alexia Rodríguez afirmó que este álbum es "mucho más oscuro".

## Producción y lanzamiento
El álbum se comenzó a grabar a finales del 2008 e inicios del 2009. El álbum se filtró el 17 de mayo del 2009, aunque se lanzó el 2 de junio.
El video del sencillo Heights se lanzó el 27 de mayo, el sencillo se lanzó junto al álbum, el 2 de junio. Sobre el tema, Brandon Anderson declaró: Básicamente, en hacer mejor una mala situación. Es la hora de sacar algo positivo de las experiencias negativas y crecer como persona".
El 3 de septiembre se lanzó el segundo sencillo, The World Outside. En febrero del 2010, se lanzó el sencillo Deadly Weapons, el video del álbum muestra a los miembros junto a Craig Mabbitt siendo atacados por zombis. Anderson no aparece en el video, este dejó la banda a inicios del 2010. Sobre su salida, el 1 de abril explicó: Dejé de fumar por una chica, pero no fue sólo eso. Realmente me dañé mis cuerdas voces y no poderé gritar más.
El álbum vendió 2,400 copias en Estados Unidos en su primera semana. El álbum se posicionó en el puesto #9 en el Top Heatseekers and #26 on the Independent Albums chart

## Crítica
El álbum ganó críticas positivas de los críticos. Trey Spencer de Sputnikmusic en resumen que Eyes Set To Kill hace cosas cada vez mayor, y este disco es prueba de que están preparados para el desafío. Alex Henderson, de Allmusic dijo que Eyes Set to Kill que tomó el concepto de "La Bella y La Bestia" que funciona de manera divertida y notable en The World Outside.
Scott Blabbermouth de Alisoglu comentó negativamente en resumen que "The World Outside" es un pésimo disco. Que al escuchar un poco del álbum, las melodías pop atrapan momentos agresivos y no concuerdan con la adrenalina. Los teclados, la estructura vocal dinámicamente no función. Finalmente concluyó: Hay un público para este álbum, yo no soy parte de ella. Paso.

## Lista de canciones
| N.º | Título                                                  | Duración |  |
| 1.  | «Heights»                                               | 3:25     |  |
| 2.  | «Hourglass»                                             | 3:26     |  |
| 3.  | «Deadly Weapons» (Con Craig Mabbitt de Escape the Fate) | 3:35     |  |
| 4.  | «Interlude»                                             | 1:00     |  |
| 5.  | «The World Outside»                                     | 3:48     |  |
| 6.  | «March of the Dead»                                     | 4:23     |  |
| 7.  | «Wake Me Up»                                            | 4:08     |  |
| 8.  | «The Hollow Pt. 1»                                      | 0:57     |  |
| 9.  | «The Hollow»                                            | 3:20     |  |
| 10. | «Risen»                                                 | 2:51     |  |
| 11. | «Her Eyes Hold the Apocalypse»                          | 3:00     |  |
| 12. | «Come Home»                                             | 4:15     |  |

## Posicionamiento
| Listas (2009)      | Posición |
| ------------------ | -------- |
| Top Heatseekers    | 9        |
| Independent Albums | 26       |

## Créditos
| Eyes Set to Kill - Alexia Rodríguez - Voces claras, guitarra rítmica, guitarra acústica, teclados, piano - Brandon Anderson - Voces claras/guturales, guitarra rítmica/adicional, teclados, sintetizadores, programación, electrónicos - Anissa Rodríguez - Bajo, coros - Greg Kerwin - Guitarra principal, coros - Caleb Clifton - Batería, samplers, percusión Personal adicional - Tom Breyfogle - Programación adicional - Lukas Vesely - Teclado adicional - Craig Mabbitt - Voces claras en "Deadly Weapons" | Producción - Kelly Dalton - Productor - Eric Palmquist - Productor - Thomas Flower - Productor, ingeniero, mezcla - Jason Livermore - Masterización - Ian MacGregor - Asistente de ingeniero - Casey Quintal - Diseño, arte - Nathan Taylor - Fotografía - Kevin Zinger - Productor ejecutivo |